# 米利亚内斯
米利亚内斯，是西班牙埃斯特雷马杜拉卡塞雷斯省的一个市镇。总面积18平方公里，总人口218人（2001年），人口密度12人/平方公里。